# 투신기 지즈 플레임
투신기 지즈 플레임(일본어: 闘神機ジーズフレーム, Ancient Girl's Frame)은 2021년 10월 11일부터 12월 27일까지 스트리밍 플랫폼을 통해 중국어로 방영된 일본-중국 오리지널 넷 애니메이션 시리즈이다. 다음 날에는 도쿄 메트로폴리탄 텔레비전을 통해 일본 텔레비전으로 방영되었다. 이 시리즈는 퍼니메이션에 의해 북미 지역에서 라이선스를 받았다.